# Особое решение
Осо́бое реше́ние обыкновенного дифференциального уравнения — понятие теории обыкновенных дифференциальных уравнений, чаще всего связанное с уравнениями не разрешенными относительно производной. Существует несколько определений особых решений, не всегда эквивалентных друг другу. Одно из наиболее распространенных в настоящее время определений следующее. 

## Определение
Рассмотрим уравнение
{\displaystyle F(x,y,y')=0,\ \ \ (1)}
где {\displaystyle F(x,y,p)} — {\displaystyle C^{1}}-гладкая функция в некоторой области {\displaystyle G\subseteq {\mathbb {R} ^{3}}_{(x,y,p)}}. Решение {\displaystyle y=\psi (x),x\in \mathrm {I} \subseteq \mathbb {R} ,} называется особым решением уравнения (1), если каждая точка {\displaystyle (x_{0},\psi (x_{0})),x_{0}\in \mathrm {I} ,} соответствующем ему интегральной кривой является точкой локальной неединственности решения задачи Коши с начальным условием 
{\displaystyle y(x_{0})=\psi (x_{0}),\ \ \ y'(x_{0})=\psi '(x_{0})}.
Другими словами, в каждой точке {\displaystyle (x,y)} особое решение касается другого решения, которое не совпадает с ним тождественно ни в какой сколь угодно малой окрестности этой точки.

## Свойства
- Особое решение (точнее, его график) является огибающей семейства интегральных кривых уравнения (1).

- Дискриминантная кривая уравнения (1) — это множество (например, кривая или совокупность кривых, но также бывает и точкой или пустым множеством) на плоскости переменных {\displaystyle (x,y)}, задаваемое  уравнениями {\displaystyle F(x,y,p)=F_{p}(x,y,p)=0}. Особое решение уравнения (1), если оно существует, всегда содержится в дискриминантной кривой этого уравнения.[2] Дискриминантная кривая может состоять из нескольких кривых, обладающих разными свойствами, некоторые из них могут быть графиками особых решений, а некоторые могут и не быть. Обратное не верно: дискриминантная кривая не обязательно является решением уравнения (а если является, то не обязательно особым)[2].

- Из сказанного выше следует, что для практического отыскания особых решений уравнения конкретного уравнения нужно сначала найти его дискриминантную кривую, а затем проверить, является ли она (каждая её ветвь, если их несколько) особым решением уравнения (1), или нет[2].

## Примеры
1. Дискриминантная кривая уравнения Чибрарио {\displaystyle (y')^{2}=x} — координатная ось 
{\displaystyle x=0} — является не решением, а геометрическим местом точек возврата его интегральных кривых.
2. Дискриминантная кривая уравнения {\displaystyle (y')^{2}-y^{2}=0} — координатная ось 
{\displaystyle y=0} — является решением этого уравнения, но его график не пересекается ни с какими другими интегральными кривыми этого уравнения, поэтому это решение не является особым.

Особые решения дифференциальных уравнений (жирные линии): уравнения Клеро (слева) и уравнения (справа).

3. Простыми примерами дифференциальных уравнений, имеющих особые решения, являются уравнение Клеро и уравнение {\displaystyle (y')^{2}=y}, неособые решения которого задаются формулой {\displaystyle y={\frac {1}{4}}(x-c)^{2}} с постоянной интегрирования {\displaystyle c}, а особое решение имеет вид {\displaystyle y=0}.
4. Дискриминантная кривая уравнения {\displaystyle (y')^{2}=4y^{3}(1-y)} состоит из двух непересекающихся ветвей: {\displaystyle y=1} и {\displaystyle y=0}. Обе они являются решениями этого уравнения. Однако первая из них является особым решением, а вторая — нет: в каждой точке линии {\displaystyle y=1} она касается какой-либо другой интегральной кривой этого уравнения, а к линии {\displaystyle y=0} интегральные кривые лишь приближаются асимптотически при {\displaystyle x\to \infty }.